# 延南洞
延南洞是大韩民国首爾特別市麻浦區的一个洞。 當地本身只是一個住宅區，後來當地成為購物區，當地出現許多商店和咖啡馆，也有艺术家和设计师入駐當地。弘大入口站3號出口位於延南洞附近。